# Gorienskaja (stacja kolejowa)
Gorienskaja (ros. Горенская) – węzłowa stacja kolejowa w miejscowości Gorienskaja, w okręgu miejskim Kaługa, w obwodzie kałuskim, w Rosji. Węzeł linii Moskwa – Briańsk – Kijów z linią Wiaźma – Tuła.